# Sergey Danilin
Sergey Danilin (n. 1 ianuarie 1960, Moscova, RSFS Rusă, URSS – d. 4 octombrie 2021) a fost un sănier ce a reprezentat Uniunea Republicilor Sovietice Socialiste, medaliat olimpic. A participat la 5 ediții ale Jocurilor Olimpice (1980, 1984, 1988, 1992, 1994) în care a câștigat o medalie de argint.